# 아도보 (스페인 음식)

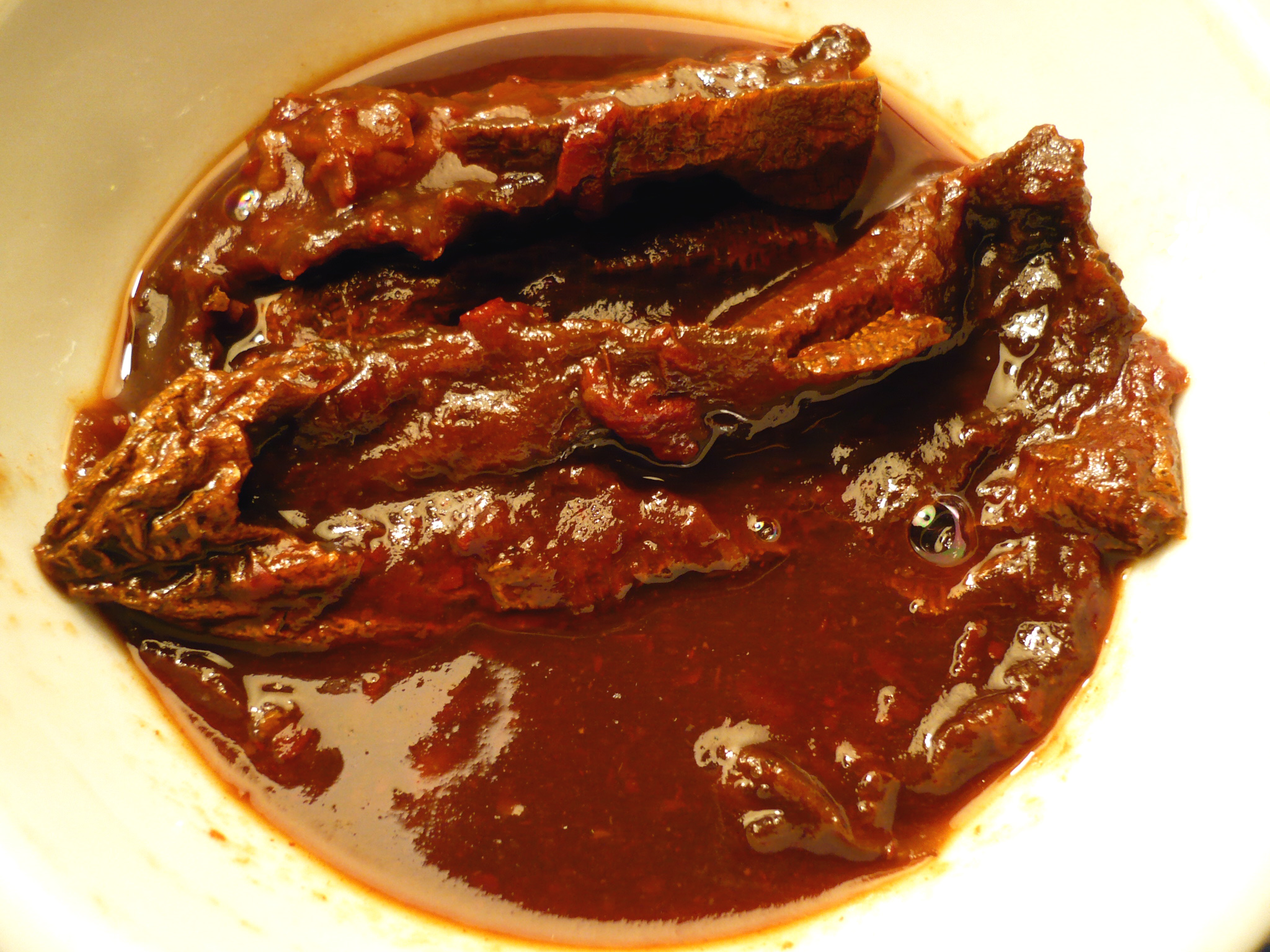
Chipotles en adobo—아도보에 담근 훈제, 잘 익은 할라페뇨고추

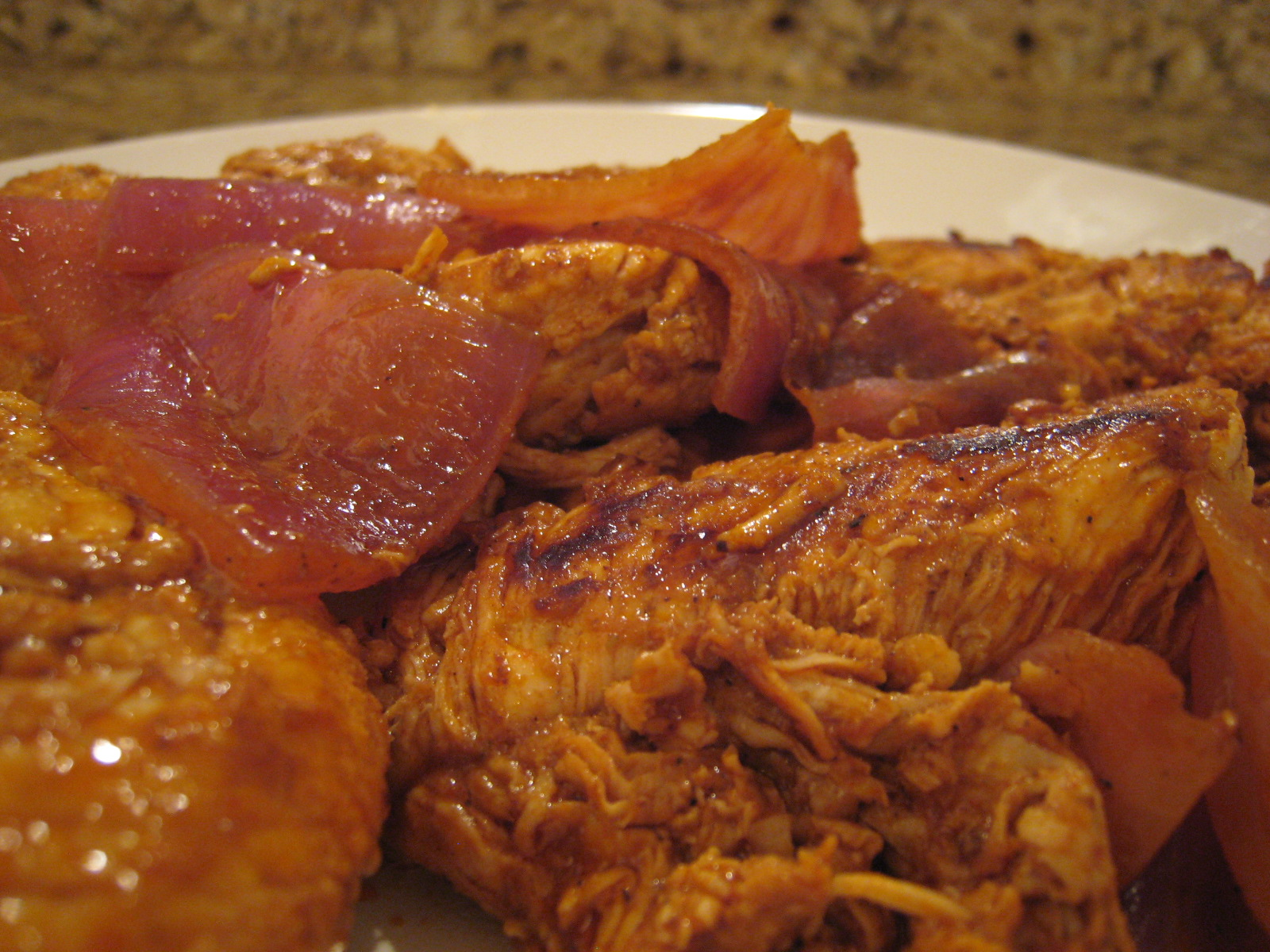
말린 아히 판카(중국고추)로 만든 페루식 아도보 닭고기

아도보 (스페인어: Adobo, 재우기, 소스 (음식) 또는 양념)는 음식의 맛을 보존하고 향상시키기 위해 다양한 파프리카 가루, 오레가노, 소금, 마늘, 식초로 구성된 육수(또는 소스)에 음식을 담그는 것을 말한다. 포르투갈 요리의 변형은 카르느 드 비냐달류스로 알려져 있다. 이베리아반도(스페인 요리 및 포르투갈 요리)에 고유한 이 관행은 라틴아메리카 요리, 그리고 아프리카와 아시아의 스페인 및 포르투갈 식민지에서 널리 채택되었다.
필리핀에서는 식민지 시대 스페인인들이 섬의 식초를 사용하는 다른 원주민 요리 방식에 아도보라는 이름을 붙였다. 비슷하지만, 이것은 스페인의 영향과 별개로 발전했다.

## 특징
유럽인들이 아메리카 대륙에 도착한 이후 몇 년 동안 고기와 생선은 새로운 방법으로 보존되기 시작했다. 낮은 온도는 식품 보존을 용이하게 하지만, 더 높은 온도에서는 아도보와 같은 다른 기술이 필요하게 되었다. 동물은 보통 겨울의 가장 추운 달에 도축되었지만, 남는 고기는 더 따뜻한 달에 보존해야 했다. 이것은 아도보(마리네이드)와 파프리카 가루(캡사이신 함량으로 인해 항균 특성을 가질 수 있는 물질)의 사용을 통해 용이해졌다. 파프리카 가루는 아도보에 붉은색을 띠게 하고, 파프리카 가루의 캡사이신은 지방에 용해되어 조직 표면을 넘어 침투할 수 있게 한다.

## 응용
아도보는 처음에는 식품 저장 방법으로 사용되었지만, 시간이 지나면서 냉장 방법이 도입되면서 주로 요리하기 전에 음식에 맛을 내는 방법으로 사용되었다. 전통적인 준비는 카손 엔 아도보(아도보에 담근 개상어, 학교상어로 만들고 스페인 카디스도의 도시인 카디스에서 유래함); 베렌헤나스 데 알마그로(알마그로 가지, 스페인의 카스티야라만차 지역, 특히 스페인 시우다드 레알 지방의 도시인 알마그로의 "만체가" 요리 특징인 절인 가지); 로모 엔 아도보(아도보에 담근 소고기 또는 돼지고기 안심)와 같이 맛을 내기 위한 목적으로 만들어졌다.

## 변형
아도보의 명사 형태는 마리네이드 또는 양념 혼합물을 설명한다. 레시피는 지역마다 크게 다르다. 주로 고기에 사용하는 푸에르토리코 아도보는 멕시코 변형과 크게 다르다. 아도보로 재우거나 양념한 고기는 아도바도 또는 아도바다라고 불린다.

### 멕시코
멕시코에서 아도보는 고추, 특히 치포틀레와 안초 고추를 기본으로 하는 조미료 또는 조리 소스를 말한다. 안초 고추는 붉게 변한 후 건조시킨 포블라노 고추이다. 이 소스는 마리네이드로 사용되며 훈제 향과 매운 맛을 더한다.

#### 치포틀레 엔 아도보
아도보는 치포틀레고추(훈제한 잘 익은 할라페뇨고추)를 토마토, 마늘, 식초, 소금, 향신료와 함께 소스에 넣어 조리하는 치포틀레 엔 아도보와 같은 마리네이드 요리와 관련이 있다. 향신료는 다양하지만, 일반적으로 몇 가지 종류의 고추(치포틀레 외에 대부분 구비되어 있는 것), 갈은 쿠민, 말린 오레가노가 포함된다. 어떤 레시피에는 오렌지 주스와 레몬 또는 라임 주스가 포함된다. 종종 쓴맛을 상쇄하기 위해 황설탕 한 꼬집을 넣기도 한다.

### 푸에르토리코
푸에르토리코 스타일 아도보는 그릴, 볶음 또는 튀김 전에 고기와 해산물에 넉넉히 뿌리거나 문지르는 배합 향신료이다. 슈퍼마켓에서는 미리 준비된 혼합물을 판매한다. 섬에는 두 가지 종류의 아도보가 있다. 젖은 문지름인 아도보 모하도(adobo mojado)는 으깬 마늘, 올리브 오일, 소금, 후추, 말린 또는 신선한 리피아속(카리브 오레가노), 감귤류 주스 및 식초로 구성된다. 섬에서 더 널리 사용되는 것은 마른 혼합물인 아도보 세코(adobo seco)이다. 이것은 준비하기 쉽고 유통기한이 길다. 아도보 세코는 마늘 가루, 양파 가루, 소금, 후추, 말린 리피아, 그리고 때로는 말린 감귤류 제스트로 구성된다.

### 페루
아도보는 페루 요리의 전형적인 요리이며, 특히 아레키파 지역에서 그렇다. 이것은 향신료와 채소에 재운 돼지고기 요리로, 부드러워질 때까지 흙냄비에 조리한다. 소스에 찍어 먹을 빵이 함께 제공된다.

### 필리핀

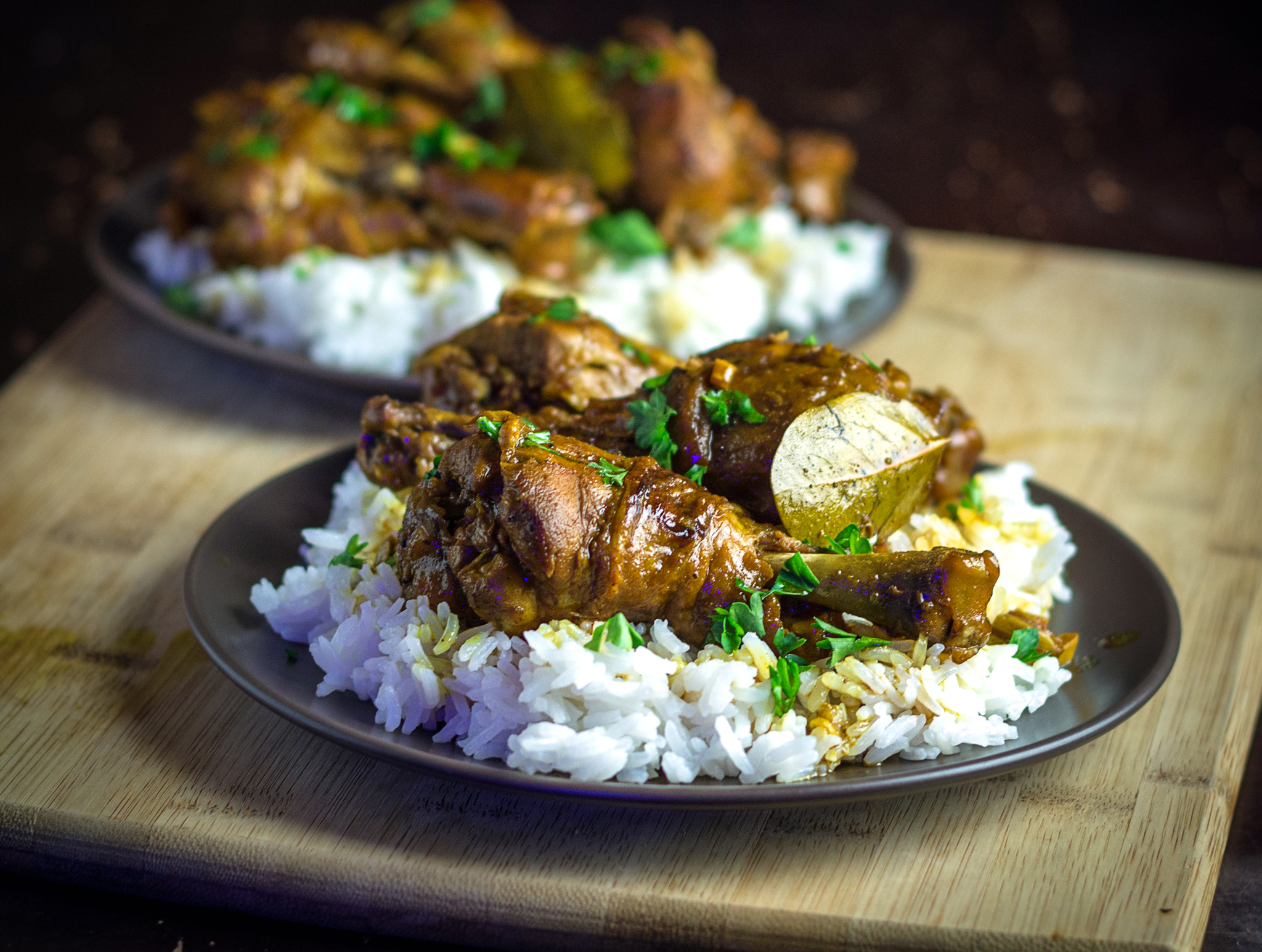
필리핀 아도봉 마녹

필리핀 요리에서 아도보는 일반적이고 토착적인 조리법을 말한다. 16세기 후반, 스페인 사람들은 표면적으로 유사하다는 이유로 그것을 아도보라고 불렀다.
필리핀 아도보의 주요 재료는 동남아시아 원산의 재료, 즉 식초, 간장 또는 어장 (음식), 후추, 마늘, 월계수잎이다. 전통적으로 고추, 파프리카, 오레가노, 토마토는 사용하지 않는다. 오히려 아도보는 짜고 시며, 종종 단맛이 나는 것이 특징이다. 또 다른 버전은 코코넛 밀크로 요리하여 기나타앙 아도보로 만드는 것이다.

### 우루과이
우루과이에서 아도보는 스페인 마리네이드와 동일한 향신료의 배합 향신료이다. 또한, 아도바르는 이 혼합물을 조미료로 사용하는 행위를 말한다. 아도보, 소금, 물로 만든 소스를 모호라고 한다.

## 역사
아도보에 대한 가장 초기의 언급 중 하나는 1850년 마리아노 데 레멘테리아 이 피카(Mariano de Rementeria y Fica)의 Manual del Cocinero, Repostero, Pastelero, Confitero Y Botillero에서 찾아볼 수 있다.

## 같이 보기
- 도브
- 카르느 드 비냐달류스
- 토르헤무스